# Neuengamme
Neuengamme è un quartiere (Stadtteil) di Amburgo, appartenente al distretto (Bezirk) di Bergedorf.